# Сире д'Они
Сире д'Они (фр. Ciré-d'Aunis) насеље је и општина у западној Француској у региону Поату-Шарант, у департману Приморски Шарант која припада префектури Рошфор.
По подацима из 2011. године у општини је живело 1178 становника, а густина насељености је износила 45,73 становника/km². Општина се простире на површини од 25,76 km². Налази се на средњој надморској висини од 15 метара (максималној 40 m, а минималној 0 m).

## Демографија
| 1962. | 1968. | 1975. | 1982. | 1990. | 1999. | 2011. |
| ----- | ----- | ----- | ----- | ----- | ----- | ----- |
| 556   | 569   | 635   | 735   | 686   | 804   | 1.178 |

График промене броја становника у току последњих година